# أولمبيك مرسيليا
أولمبيك مرسيليا (بالفرنسية: Olympique de Marseille) نادي كرة قدم فرنسي ينتمي إلى مدينة مرسيليا. تأسس عام 1899 وحاز على بطولة الدوري الفرنسي تسع مرات و‌كأس فرنسا 10 مرات و‌كأس الرابطة الفرنسية 3 مرات و‌كأس الأبطال الفرنسي مرتين و‌دوري أبطال أوروبا مرة واحدة.
لعب النادي في ستاد هيوفيان منذ عام 1904 وحتى افتُتح ستاد فيلودروم عام 1937 ليتخذه مقراً جديداً له. كان كأس فرنسا أول بطولة رسمية فاز بها النادي وكان ذلك عام 1924 بعد تغلبه في النهائي على نادي سيت بنتيجة 3-2، وحصل على أول بطولة دوري عام 1937، قبل أن يهبط نادي الجنوب الفرنسي لأول مرة إلى دوري الدرجة الثانية عام 1959. كانت فترة الستينيات كارثية على النادي، حيث قضاها بين صعود إلى دوري الأضواء وهبوط إلى الدرجة الثانية مرة أخرى. لكن أولمبيك مرسيليا عاد للتألق من جديد مع بداية السبعينيات حين حقق لقب الدوري عام 1971، ثم حقق ثنائية الدوري والكأس لأول مرة في السنة التي تلتها، قبل أن يسقط للدرجة الثانية مرة أخرى عام 1980.
عاش أولمبيك مرسيليا فترة مظلمة في بدايات الثمانينيات، وكان على حافة الإفلاس، قبل أن يتولى رئاسة النادي برنار تابي الذي عاش معه النادي الفرنسي الفترة الأكثر نجاحاً في تاريخه. حقق أولمبيك مرسيليا في هذه الفترة الذهبية أربع بطولات دوري متتالية، وكأس فرنسا مرة واحدة، وحاز على دوري أبطال أوروبا بعد انتصاره على إيه سي ميلان بنتيجة 1-0 عام 1993، ليحرز بذلك البطولة التي لم يستطع أي نادٍ فرنسي آخر إحرازها حتى هذه اللحظة. انتهت الحقبة الذهبية للنادي بعد فضيحة رشاوي استقال على إثرها برنار تابي وسقط أولمبيك مرسيليا إلى الدرجة الثانية. صعد النادي إلى دوري الأضواء عام 1996، لكنه لم يعد قادراً على إحراز البطولات على الرغم من وصوله إلى نهائي كأس الاتحاد الأوروبي عامي 1999، و 2004. إلى أن انتهت تلك العقدة بإحرازه لقب الدوري الفرنسي 2009/2010، وكأس الدوري الفرنسي ثلاث مرات متتالية أعوام 2012,2011,2010.
يرأس النادي جيوفاني سيكولونغي منذ عام 2016، والمساهم الرئيسي فيه هو فرانك ماكورت. تولى فرانك باسي مهمة تدريب الفريق الأول منذ مايو 2016 . يشارك أولمبيك مرسيليا في الدوري الفرنسي الدرجة الأولى موسم 2016/2017 للمرة السابعة والستين في تاريخه، كما يشارك أيضاً في دوري أبطال أوروبا.

## تاريخ
تأسس أولمبيك مرسيليا عام 1892 على يد رينيه ديفور دي مونتميرال كنادي متعدد الرياضات، مثل كرة القدم، والرجبي، وألعاب القوى. أضحى اسم النادي الوليد «أولمبيك مرسيليا» عام 1899، العام الذي اعتُبر لحظة الميلاد الفعلية لنادي الجنوب الفرنسي. كانت الرجبي هي الرياضة الأساسية التي مارسها النادي في بدايات تأسيسه، بينما كانت كرة القدم هواية تُمارس من قِبل الإنجليز والألمان الذي رسوا على ميناء مرسيليا، فكان مصطلح «كرة قدم» يشير إلى الرجبي، بينما كانت كرة القدم الحالية تُسمى association. نجح هؤلاء في نشر كرة القدم بين سكان المدينة لتصبح سريعاً الرياضة الأكثر شعبية بدلاً من الرجبي. بدأ أولمبيك مرسيليا بممارسة كرة القدم عام 1902، وبات سريعاً النادي الأنجح في المدينة بسبب تنظيمه وثرائه. اتخذ النادي من ملعب هيوفيان مقراً له.
بسبب المشاكل الاقتصادية التي كانت موجودة في النادي، هبط نادي مرسيليا إلى دوري الدرجة الثانية عام 1994، ولكنه استطاع وبقوة بالرجوع إلى الدرجة الأولى عام 1996. ومنذ عام 2000 حتى الآن يعتبر النادي من أقوى أندية كرة القدم في فرنسا.
يعتبر أولمبيك مرسيليا أول فريق فاز بدوري أبطال أوروبا في نسخته الجديدة والفريق الفرنسي الوحيد الذي فاز بأمجد الكؤوس الأوروبية سنة 1993.
استطاع مرسيليا الوصول إلى نهائي كأس الاتحاد الأوروبي عام 2004، حين هزم أندية قوية مثل إنتر ميلان الإيطالي، ونادي ليفربول ونادي نيوكاسل يونايتد الإنجليزيين في طريقه إلى المباراة النهائية. ومؤخراً استطاع نادي مرسيليا عام 2005 بالفوز بكأس إنترتوتو وبكأس الدوري الفرنسي عام 2010.
و لعب لنادي مرسيليا العديد من النجوم مثل جارزينيو، وإريك كانتونا، ومارسيل ديساييه، وديديه دروغبا، وفرانك ريبيري.

## الإنجازات
- دوري أبطال أوروبا: بطل 1993، وصيف 1991
- الدوري الفرنسي: 9 (1937، 1948، 1971، 1972، 1989، 1990، 1991، 1992، 2010)
- كأس فرنسا: 10 (1924، 1926، 1927، 1935، 1938، 1943، 1969، 1972، 1976، 1989)
- كأس الرابطة الفرنسية: 3 (2010, 2011، 2012)
- كأس إنترتوتو: 2 (2005, 2006)
- كأس الأبطال الفرنسي: 2 (2010، 2011)

## اللاعبون

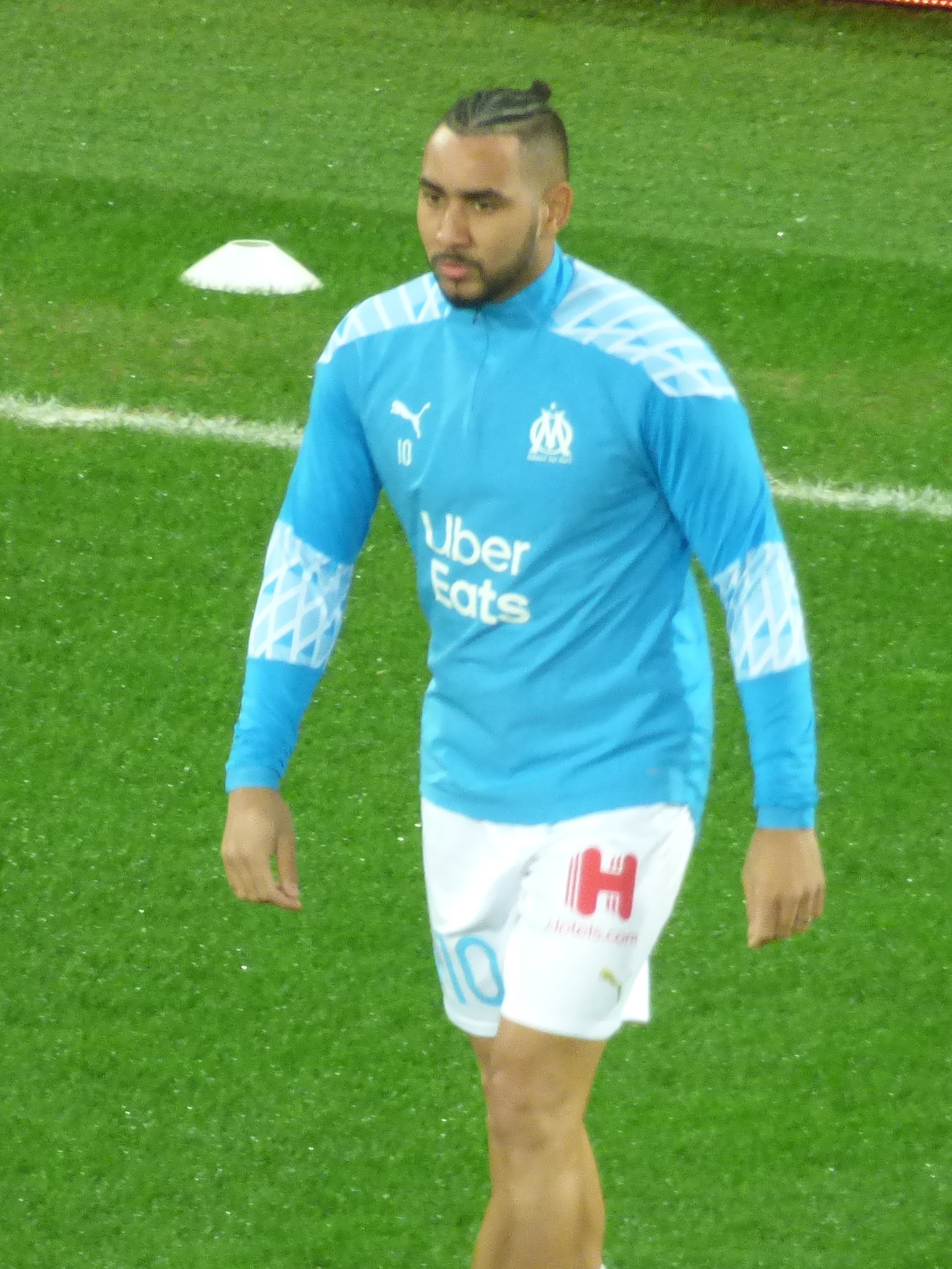
ديميتري باييت قائد الفريق

آخر تحديث في 15 نوفمبر 2022.
ملاحظة: تشير الأعلام إلى المنتخب بحسب قواعد الأهلية المعتمدة من قبل الفيفا؛ تنطبق بعض الاستثناءات المحدودة. وقد يحمل اللاعبون أكثر من جنسية لا تعترف بها الفيفا.
| الرقم | البلد     | المركز | اللاعب                  |
| ----- | --------- | ------ | ----------------------- |
| 1     | الكاميرون | حارس   | سيمون نجاباندوتنبو      |
| 2     | اليابان   | مدافع  | هيروكي ساكاي            |
| 6     | إسبانيا   | مدافع  | ألفارو غونزاليز سوبيرون |
| 4     | فرنسا     | وسط    | أبوبكر كامارا           |
| 5     | الأرجنتين | مدافع  | ليوناردو باليردي        |
| 6     | هولندا    | مدافع  | كيفن ستروتمان           |
| 7     | صربيا     | وسط    | نيمانيا رادونيتش        |
| 8     | فرنسا     | وسط    | مورغن سانسون            |
| 9     | الأرجنتين | مهاجم  | داريو بينيديت           |
| 10    | فرنسا     | مهاجم  | ديميتري باييت           |
| 11    | البرازيل  | مهاجم  | لويس هنريكي             |
| 15    | كرواتيا   | مدافع  | دويه كاليتا-كار         |
| 16    | فرنسا     | حارس   | يوهان بيلي              |
| 17    | فرنسا     | وسط    | ميكائيل كويزانس         |
| 18    | فرنسا     | مدافع  | جوردان أمافي            |
| 20    | فرنسا     | مدافع  | كريستوفر روتشيا         |
| 21    | فرنسا     | وسط    | فالنتين رونجيه          |

| الرقم | البلد   | المركز | اللاعب                |
| ----- | ------- | ------ | --------------------- |
| 22    | السنغال | وسط    | باب غايي              |
| 23    | فرنسا   | مهاجم  | مارلي اكي             |
| 24    | تونس    | وسط    | سيف الدين خاوي        |
| 25    | اليابان | مدافع  | يوتو ناغاتومو         |
| 28    | فرنسا   | مهاجم  | فاليري جيرماين        |
| 29    | فرنسا   | مهاجم  | فلوريان شابرول        |
| 32    | فرنسا   | مدافع  | لوكاس بيرين           |
| 34    | فرنسا   | وسط    | الكسندر فيليبونو      |
| 36    | اليونان | مهاجم  | كونستانتينوس ميتروغلو |
| 37    | فرنسا   | مدافع  | آرون كاماردين         |
| 38    | فرنسا   | وسط    | أوغو برتيللي          |
| 39    | فرنسا   | مهاجم  | جوريس راهو            |
| 41    | فرنسا   | وسط    | شيخ سواري             |
| 42    | فرنسا   | مدافع  | ريتشيكارد ريتشارد     |
| 43    | فرنسا   | وسط    | نسيم احمد             |

### المعارون
- تنتهي إعارة جميع اللاعبين في 30 يونيو 2021.[11]

ملاحظة: تشير الأعلام إلى المنتخب بحسب قواعد الأهلية المعتمدة من قبل الفيفا؛ تنطبق بعض الاستثناءات المحدودة. وقد يحمل اللاعبون أكثر من جنسية لا تعترف بها الفيفا.
| الرقم | البلد     | المركز | اللاعب                                |
| ----- | --------- | ------ | ------------------------------------- |
| —     | فرنسا     | حارس   | احمدو ديا (إلى نادي دوردريخت)         |
| —     | جزر القمر | مدافع  | عبد الله علي محمد (إلى زولته فاريجيم) |
| —     | فرنسا     | وسط    | ماكسيم لوبيز (إلى نادي ساسولو)        |

## وصلات خارجية
لا توجد روابط لمواقع التواصل الاجتماعي.

- الموقع الرسمي
- OM-Passion
- OMForum